# 찰스 리 (군인)
찰스 헨리 리(Charles Henry Lee, 1732년 2월 6일 - 1782년 10월 2일)는 영국의 군인이며, 미국 버지니아 식민지의 개척민이었다. 리는 미국 독립 전쟁 중에 대륙군의 소장이었다. 조지 워싱턴의 추방을 획책한 것이나, 전투 중 워싱턴에 반항한 것으로 악평을 받았다.

## 생애
리는 1732년 2월 6일, 잉글랜드의 체셔에서 존 리 장군과 이사벨라 번베리(헨리 번베리 3대 남작의 딸)의 아들로 태어났다. 그는 스위스에서 학교를 다녔고, 그곳에서 여러 개의 언어에 능통하게 된다. 1746년 잉글랜드로 돌아와 14살의 나이에 베리 세인트 에드먼즈에 있는 그래머 스쿨에 입학한다. 같은 해 제55 보병 연대의 대령이었던 아버지는 찰스에게 소위 임명장을 사서 자리를 마련해 주었다.

### 7년 전쟁
프렌치 인디언 전쟁에서 에드워드 브래독 소장 밑에서 일을 했다. 이때 조지 워싱턴과 토머스 게이지, 호레이쇼 게이츠도 장교로 근무하고 있었다. 미국에서 종군하는 동안 리는 모호크 족 인디언 추장의 딸과 결혼했다. 모호크 족에게서 ‘끓어오르는 온천’과 ‘잠들지 않는 영혼’이라는 별명을 받았다. 리는 유럽으로 건너가 존 버고인 소장 밑에서 대령으로 승진했고, 포르투갈과 폴란드를 전전했다. 또한 폴란드 왕 스타니 스와프 2세 밑에서 소장으로 부관을 지냈다. 영국에 돌아가면서 더 이상 군대에서의 생활을 원하지 않았기 때문에, 1773년에 신대륙의 식민지로 갔다.

### 미국독립전쟁
식민지에서의 전쟁이 불가피하다고 생각했을 때, 리는 식민지 군에 지원했다. 대륙군이 결성되었을 때, 리는 군 경력이 가장 풍부하기 때문에 당연히 자신이 최고사령관에 임명될 것이라고 생각했다. 그러나 리는 영국 태생이었고, 풍속도 달랐으며, 옷차림도 남루하였고, 말투도 엉성했으며, 무엇보다 나쁜 것은 대가를 요구했다. 반란군에 참가하여 리는 잉글랜드에 있던 재산을 모두 몰수당하고 그 대가를 요구했다. 그에 반해 워싱턴은 성실하고, 제대로 일을 했으며, 냉정했고, 그리고 무엇보다도 좋은 것은 대륙회의가 비용만 지불해 주면 급여없이 일하겠다고 말했다. 워싱턴은 정치적 흥정도 잘했으며, 남부 출신 지휘관은 당초 2인 1조로 뉴잉글랜드의 군대를 지휘하도록 했다. 워싱턴이 총사령관으로 선정, 리는 그에 버금가는 소장이 되었다. 리는 대륙군에서 2인자였다고 생각하고 있었지만, 실제로는 건강 상태가 좋지 않았지만, 아트머스 워드가 두 번째 지휘관였다.
리는 다른 직함도 받게 되었다. 1776년에는 캐나다 사단의 지휘관이 되었지만, 한번도 이 직함에 어울리는 임무를 맡지 못했다. 대신 리는 남부 사단의 첫 번째 지휘관에 임명되고, 6개월간 임무에 종사했지만, 본부로 되돌아갔다.
1776년 말, 리는 워싱턴에 대한 적대심을 드러내었다. 워싱턴 요새와 리 요새에서 철수를 하는 동안, 리는 군대에서 빈둥거리며 보냈고, 이어 대륙 회의의 구성원에게 편지를 보내, 워싱턴 총사령관을 자신으로 교체해야 한다는 강조했다. 이즈음 워싱턴은 우연히 리드 대령에게 보내는 리의 편지를 개봉할 수 있었고, 그 속에서 리는 워싱턴의 리더십과 능력을 험담하며, 군대의 극심한 상황이 워싱턴 탓이라며 비난을 하는 내용이 들어있었다. 워싱턴은 편지의 희생자가 되었지만, 화를 내지는 않았다. 그는 리를 의심했고, 자신에 대해 실망하는 중이었으며, 책임감을 무겁게 졌고, 자신에 대한 신뢰가 무뎌져 있었다.
이때 리 군은 펜실베이니아에서 워싱턴군에 합류하라는 메시지를 받았지만, 리는 천천히 행군했다. 12월 12일 밤, 날이 저물자 리와 12명의 위병은 뉴저지의 배스킹 릿지에 있는 ‘화이트 술집’에 머물렀다. 거기에서 본대까지 3마일(5 km) 밖에 떨어져 있지 않았다. 다음날 아침, 20여명의 영국군 기마 정찰대가 실내복 차림으로 편지를 쓰고 있는 리를 발견하여 즉시 체포했다. 이 정찰대 중에는 바나스타 탈턴이 있었다. 리는 대륙군에 사로 잡혀 있던 리처드 프레스콧 장군과의 교환되는 조건으로 석방됐다.
리가 최악의 악명을 얻은 것은 1778년 6월 몬머스 전투 때였다. 워싱턴은 적절하게 철수하는 영국군에 대한 공격을 명령했으나, 리는 반대로 후퇴를 명령했다. 리는 전진하고 있던 워싱턴의 부대에 직접 진입했기 때문에 워싱턴은 부하 앞에서 리를 몹시 꾸짖었다. 리는 ‘욕설’에 발끈해 체포되어 전투 후에 군법 회의에 회부되었다. 리는 유죄를 언도받고, 1년 동안 지휘관의 임무에서 제외됐다.
리가 전략적으로 판단을 잘못한 것인지는 분명하지 않다. 리 자신은 적의 수가 많았기 때문에 후퇴하는 것이 타당하다고 생각했다. 헨리 클린턴 장군이 이끄는 영국군은 총 1만 명이며, 그의 부대는 절반 밖에 되지 않는 5,440명이었다. 그러나 리는 명령에 따르지 않았고, 부하들이 모두 보는 앞에서 사령관에게 공개적으로 모욕을 했다. 게다가, 워싱턴은 리의 부대의 능력을 시험해 보길 원했다. 왜냐하면 그들이 스튜벤 남작에게서 유럽식 전략을 훈련받은 최고의 부대였기 때문이었다. 리는 군법 회의의 판단을 뒤집는 의견을 대륙회의에 제시했지만, 이것이 실패하면서 워싱턴의 인격을 공격하는 수단에 호소했다. 리의 인망은 추락했다. 워싱턴의 부관 존 로렌스 대령이 적절하게 결투를 신청했다. 리는 이때 옆구리를 맞아 부상을 당했다. 리는 1780년 1월 10일에 해직되어 필라델피아에서 은퇴했고 1782년 10월 2일에 죽었다.
몬마스 전투에서 리의 후퇴 이유는 배신일 가능성이 있다. 리가 1777년 3월 영국군 윌리엄 하우 장군 아래에 붙잡혀 있는 동안, 리는 대륙군에 대한 영국군의 작전안을 작성했다. 이 때 리는 영국군에서 탈영병으로 고소될 수 있었다. 왜냐하면 리가 대륙군에 들어간 며칠 후까지 영국군 중령의 임무를 그만두지 않았기 때문이다. 이때 리가 만든 전략 방안이 1857년에 하우의 집 문서 창고에서 발견됐다.
리 장군을 기리는 의미에서 독립 전쟁 중에 이름 붙여진 리 요새는 허드슨 강에 뉴저지 쪽에 있고, 뉴욕에 있는 워싱턴 요새와 마주보고 있다.